# Norykko
Nora Jiménez Candanedo (Santiago de Compostela, 26 de julio de 1983) conocida artísticamente como Norykko, es una cantante y rapera española. Es pareja del también rapero Santaflow, con quien está asociada desde el inicio de su carrera en 2004. Ha publicado cinco álbumes en solitario: «Mariposa» (2012), «Subliminal» (2015), «Prueba y error» (2018, EP), «En tu cara» (2019, EP) y «Norykko» (2020); además de un álbum conjunto con Santaflow, Don Aitor y Dyem, bajo el nombre de «Magnos Team» (2017).

## Carrera
Ganó amplia notoriedad en el mundo del rap en castellano gracias a la canción «La bella y la bestia», publicada en 2009 en colaboración con el rapero Porta; que trataba el tema de la violencia doméstica. 
Además de esta, han sido muy populares otras colaboraciones suyas como “Segundos fuera” (con Santaflow, Porta, Curricé y Eneyser), “Sin miedo a caer” (con Santaflow, Santa RM y Aitor), “Dame una hora” (con C-Kan y Santa RM), “Broma de mal gusto” (con MC Davo y Santa RM), "Para estar contigo" (con C-Kan), entre muchas otras. 
En 2012, junto a Santaflow, creó el sello discográfico independiente Magnos Enterprise, con el deseo no solo de tener el control total de sus carreras, sino como forma de mostrar una alternativa a las compañías tradicionales, utilizando como principal método de difusión internet y las redes sociales. Han fichado a los artistas españoles Aitor, Dyem, N-Kaese, Kako M, Moldy y Soul Jony; así como al argentino A-Fero. 
Además de ser la única artista femenina de su propio sello, Norykko es la principal creativa de la mayoría de los vídeos musicales editados por Magnos Enterprise. Ha dirigido y guionizado videos como “Las cartas sobre la mesa” (Santaflow), “Sin tregua” (Santaflow feat. Shé), “El final de los tiempos” (Norykko) o “Tóxico destino” (Santaflow feat. Kako M), en los que ha hecho equipo creativo con el propio Santaflow, y los video productores Viktorstudios y Stiff Sullivan. 
Junto a sus compañeros del sello, ha realizado varias giras internacionales en México, Argentina, Colombia, Chile y Uruguay, que es donde radica la mayor parte de su público. 
En 2013, le puso voz a Shu, uno de los personajes principales de la película china “Las flores de la guerra”, dirigida por Zhang Yimou y protagonizada por Christian Bale. 
En 2015, participó en la edición española del programa “La Voz”. Fue parte de tres episodios. 
En 2017, lanzó el álbum “Magnos Team” junto a Santaflow, Aitor y Dyem, un proyecto de rap satírico, que tiene como hilo conductor la crítica social fundamentada en ideas políticamente incorrectas. 
Paralelamente a su carrera artística, Norykko fue integrante durante años del coro “Gospel Factory” como soprano. También ha trabajado como cantante de estudio y backing vocalist, para artistas y compañías como Soraya, Marta Sánchez, Raphael, Disney y Netflix entre otros.

## Discografía
Álbumes de estudio
- 2012: Mariposa

EP
- 2018: Prueba y error
- 2015: Subliminal
- 2019: En tu cara

Colaborativos
- 2017: Magnos Team (con Santaflow, Aitor y Dyem)

### Sencillos
| Año         | Título                                                  | Álbum          |
| ----------- | ------------------------------------------------------- | -------------- |
| 2012        | «Te dije que lo haría» (con Santaflow)                  | Mariposa       |
| 2012        | «Más de mil veces»                                      | Mariposa       |
| 2015        | «El secreto»                                            | Subliminal     |
| 2015        | «Mr. delincuente»                                       | Sin álbum      |
| 2017        | «Prólogo» (con Santaflow, Aitor y Dyem)                 | Magnos Team    |
| 2017        | «Bang Bang» (con Santaflow, Aitor y Dyem)               | Magnos Team    |
| 2017        | «Antihéroes» (con Santaflow, Aitor y Dyem)              | Magnos Team    |
| 2017        | «Roast Yourself » (con Santaflow, Aitor y Dyem)         | Magnos Team    |
| 2017        | «A nuestra merced» (con Santaflow, Aitor y Dyem)        | Magnos Team    |
| 2017        | «Feminazis» (con Santaflow, Aitor y Dyem)               | Magnos Team    |
| 2017        | «Mala suerte» (con Santaflow, Aitor y Dyem)             | Magnos Team    |
| 2017        | «Guardianes de la moral » (con Santaflow, Aitor y Dyem) | Magnos Team    |
| 2017        | «Cuando llegue marzo»                                   | Prueba y error |
| 2017        | «El final de los tiempos»                               | Prueba y error |
| 2018        | «No me esperes»                                         | Prueba y error |
| 2018        | «Inefable» (con Evan VP)                                | Sin álbum      |
| 2019        | «No tenemos tiempo»                                     | En tu cara     |
| 2019        | «En Las nubes»                                          | En tu cara     |
| 2019        | «Bye bye»                                               | En tu cara     |
| 2019        | «Zxxxx»                                                 | En tu cara     |
| 2019        | «Nuestro cuento» (con Dezear)                           | Sin álbum      |
| 2019        | «Mamá decía»                                            | En tu cara     |
| 2020 - 2022 | «Para estar contigo» (con C-Kan)                        | NORYKKO        |
| 2020 - 2022 | «Grabada a fuego»                                       | NORYKKO        |
| 2020 - 2022 | «En espiral»                                            | NORYKKO        |
| 2020 - 2022 | «Lo que más quiero» (con Melódico)                      | NORYKKO        |
| 2020 - 2022 | «Taxi driver»                                           | NORYKKO        |
| 2020 - 2022 | «Caro» (con Big Henri)                                  | NORYKKO        |

### Sencillos como artista invitada
| Año  | Título                                                  | Álbum                                  |
| ---- | ------------------------------------------------------- | -------------------------------------- |
| 2009 | «La bella y la bestia» (con Porta)                      | Trastorno bipolar                      |
| 2015 | «Tanto que aprender» (con Santaflow, Jon Enki & AMAGI)  | Red Vol.2: Las llamas de la verdad     |
| 2015 | «Necesito» (con Endecah)                                | Sin álbum                              |
| 2016 | «Villancico Rap» (con Santaflow, Dyem & Aitor)          | Sin álbum                              |
| 2016 | «Dentro de mí» (con Endecah, Rafa Espino & Layer Beats) | En mi interior                         |
| 2017 | «Menuda fiesta» (con Santaflow, Aitor & Dyem)           | Red Vol.3: Las cenizas del apocalipsis |
| 2017 | «Héroes» (con Santaflow, Aitor, N-Kaese)                | Sin álbum                              |
| 2018 | «Los dos» (con Aitor)                                   | Sin álbum                              |
| 2018 | «La sal en la herida» (con Juan G & Aitor)              | Sin álbum                              |
| 2018 | «México Tour 2018» (con Santaflow, Dyem, & Aitor)       | Sin álbum                              |
| 2019 | «Nacidos para ganar» (con Santaflow & Aitor)            | Nacidos para ganar                     |
| 2020 | «Aún hay luz» (con Santaflow & Aitor)                   | Sin álbum                              |
| 2020 | «Latin Girls (Remix)» (con Santaflow & Aitor)           | Sin álbum                              |